# Poór János Árpád
Poór János Árpád (Deáki/Nagymácséd, 1854/1856. november 8.– Budapest, 1926. november 27.) cipészmunkás, a szociáldemokrata mozgalom radikális szárnyának egyik vezetője.

## Élete
1870-ben belépett az Általános Munkásegyletbe. A szocializmussal Németországban ismerkedett meg, és személyesen is ismerte August Bebelt, Liebknechtet, Londonban pedig Engelsszel ismerkedett össze. Az 1880-as években visszatért hazájába, folytatta politikai karrierjét, s az Általános Munkáspárt radikális ellenzékéhez tartozott, emellett pedig a Népakarat című lapot is szerkesztette, és részt vett a folyóirat kiadásában is. Szervezte a cipészek szakmai mozgalmát, és megalapította a Cipész c. lapot. A Magyarországi Szociáldemokrata Párt legelső kongresszusán delegált volt, 1891-től az MSZDP vezetőségi tagja, és az első SZT tagja volt. 1892-től két éven át a radikális ellenzék egyik irányítója volt, Engelmann Pál Gáborral együtt A Munkás c. lap megindításában volt szerepe, illetve egyik alapító tagja volt a Magyarországi Szociáldemokrata Munkáspártnak. 1900-ban belépett a Mezőfi Vilmos vezette mozgalomba, ám ideológiai okokból hamarosan távozott innen. 1905 és 1906 között a Várkonyi István vezette Magyarországi Független Szocialista Párt tagja volt, 1906-ban azonban, mikor a párt az Áchim András vezette párttal egyesült, Poór visszatért a szociáldemokrata pártba. 1926-ban hunyt el Budapesten.